# Huesa del Común
Huesa del Común è un comune spagnolo di 136 abitanti situato nella comunità autonoma dell'Aragona.